# Józef Krupiński
Józef Krupiński (ur. 24 września 1930 w Skarbanowie, zm. 1 września 1998 w Orzeszu) – polski poeta współczesny bliski nurtowi autentyzmu, laureat nagrody im. Edwarda Stachury i członek Katowickiego Oddziału Stowarzyszenia Pisarzy Polskich.

## Życiorys
W latach 50 XX w. zamieszkał w Tychach i aż do przejścia na emeryturę pracował pod ziemią jako technik górnik w KWK Ziemowit w Lędzinach.
Od roku 1968 publikował swoje utwory w czasopismach literackich tj. Akant, Poezja, Miesięcznik Literacki, Życie Literackie oraz w niezależnej prasie stanu wojennego. Był autorem zbiorów wierszy, z których najważniejsze to Marsz żałobny, Z pokładów serca, Mój pogrzeb pierwszy. Swój debiutancki tomik Kwiaty Kujawskie poświęcił rodzinnym Kujawom, natomiast wszystkie kolejne zbiory były zakotwiczone w węglu.
W jego twórczości (częstokroć parafrazującej teksty biblijne) uderza tęsknota górnika zesłanego do świata „pierwszych odcisków rąk” za krainą dzieciństwa oraz pragnienie odnalezienia pierwotnego kontaktu człowieka z Bogiem. Józef Krupiński był poetą głęboko religijnym. Jego hermetyczne, ascetyczne w formie wiersze mają zazwyczaj charakter epifanii poetyckiej.
Osobne miejsce w twórczości Krupińskiego stanowią wiersze opisujące przeżycia estetyczne związane z obcowaniem z dziełami malarskimi takich artystów jak Jacek Malczewski czy Vincent van Gogh.

## Życie prywatne
Był pierwszym mężem poetki Genowefy Jakubowskiej-Fijałkowskiej.

## Tomiki poetyckie
- Kwiaty kujawskie (Wydawnictwo Morskie, 1981) ISBN 83-215-9174-4
- Marsz żałobny (Śląsk, 1985) ISBN 83-216-0501-X
- Tratwa Świętej Barbary (Księgarnia św. Jacka, 1986)
- Mój pogrzeb pierwszy (Ludowa Spółdzielnia Wydawnicza, 1987) ISBN 83-205-3854-8
- Z pokładów serca (Wydawnictwo Parnas, 1992)

Pośmiertnie
- Wiersze wybrane (Instytut Wydawniczy Świadectwo, 1999) ISBN 83-87531-52-9